# Goulles
Goulles är en kommun i departementet Corrèze i regionen Nouvelle-Aquitaine i de centrala delarna av Frankrike. Kommunen ligger  i kantonen Mercœur som tillhör arrondissementet Tulle. År 2022 hade Goulles 327 invånare.

## Befolkningsutveckling
Antalet invånare i kommunen Goulles
Referens:INSEE